# 오카사키 미호
오카사키 미호(일본어: 岡咲 美保 おかさき みほ[*], 1998년 11월 22일 ~ )는 일본의 여성 성우. 오카야마현 출신. 아임 엔터프라이즈 소속.

## 출연 작품

### 극장판 애니메이션
- 2021년 시도니아의 기사 : 사랑을 잣는 별 - 한마 이츠키
- 2023년 극장판 여성향 게임의 파멸 플래그밖에 없는 악역 영애로 환생해버렸다... - 메리 헌트